# Boschkapelle
Boschkapelle is een voormalig dorp en gemeente in de Nederlandse provincie Zeeland, onderdeel van de gemeente Hulst in de regio Zeeuws-Vlaanderen. 

## Geschiedenis
In 1645 kwam de Stoppeldijkpolder tot stand. Hier bouwden de paters recollecten een houten kapel welke in 1757 werd vernieuwd. Deze werd de Boskapel genoemd en diende oorspronkelijk ten behoeve van katholieke huursoldaten. In 1761 werd het één der eerste bedevaartplaatsen ter ere van de Martelaren van Gorcum (die toen weliswaar zalig-, doch nog niet heilig verklaard waren). In 1796 kregen de katholieken hun gotische kerk terug, welke in de Ser-Pauluspolder was gelegen. Deze kerk werd weliswaar afgebroken, maar een nieuwe parochie ontstond in wat Stoppeldijk ging heten. In Boschkapelle ontstond de Sint-Petrus-en-Pauluskerk.
In 1936 werd de gemeente Boschkapelle opgeheven en ging samen met het meer oostelijk gelegen Stoppeldijk en de dorpen Hengstdijk en Ossenisse de nieuwe gemeente Vogelwaarde vormen. In de loop der jaren groeiden de dorpen Boschkapelle en Stoppeldijk langzaam aan elkaar langs de Bosschestraat. Sinds het opgaan van de gemeente Vogelwaarde in de gemeente Hontenisse op 1 april 1970, worden Boschkapelle en Stoppeldijk samen als één dorp beschouwd: Vogelwaarde. De sportvelden en de nieuwe school werden ook bewust tussen beide kernen in gepland. Helemaal verdwenen is Boschkapelle echter niet: de oude dorpskern rond de parochiekerk en het voormalige parochiehuis is nog duidelijk te herkennen en oudere bewoners beschouwen zichzelf nog altijd als "Bossenaars".

## Nabijgelegen kernen
Stoppeldijk, Zaamslag, Ossenisse